# Fontinalis howellii
Fontinalis howellii är en bladmossart som beskrevs av Ferdinand François Gabriel Renauld och Jules Cardot 1888. Fontinalis howellii ingår i släktet näckmossor, och familjen Fontinalaceae. Inga underarter finns listade i Catalogue of Life.